# Рамона (Канзас)
Рамона (енгл. Ramona) град је у америчкој савезној држави Канзас.

## Демографија
По попису из 2010. године број становника је 187, што је 93 (98,9%) становника више него 2000. године.
| Група             | 2000.      | 2010.       |
| Белци             | 88 (93,6%) | 173 (92,5%) |
| Афроамериканци    | 0 (0,0%)   | 0 (0,0%)    |
| Азијати           | 0 (0,0%)   | 0 (0,0%)    |
| Хиспаноамериканци | 6 (6,4%)   | 3 (1,6%)    |
| Укупно            | 94         | 187         |